# Wudang Shan

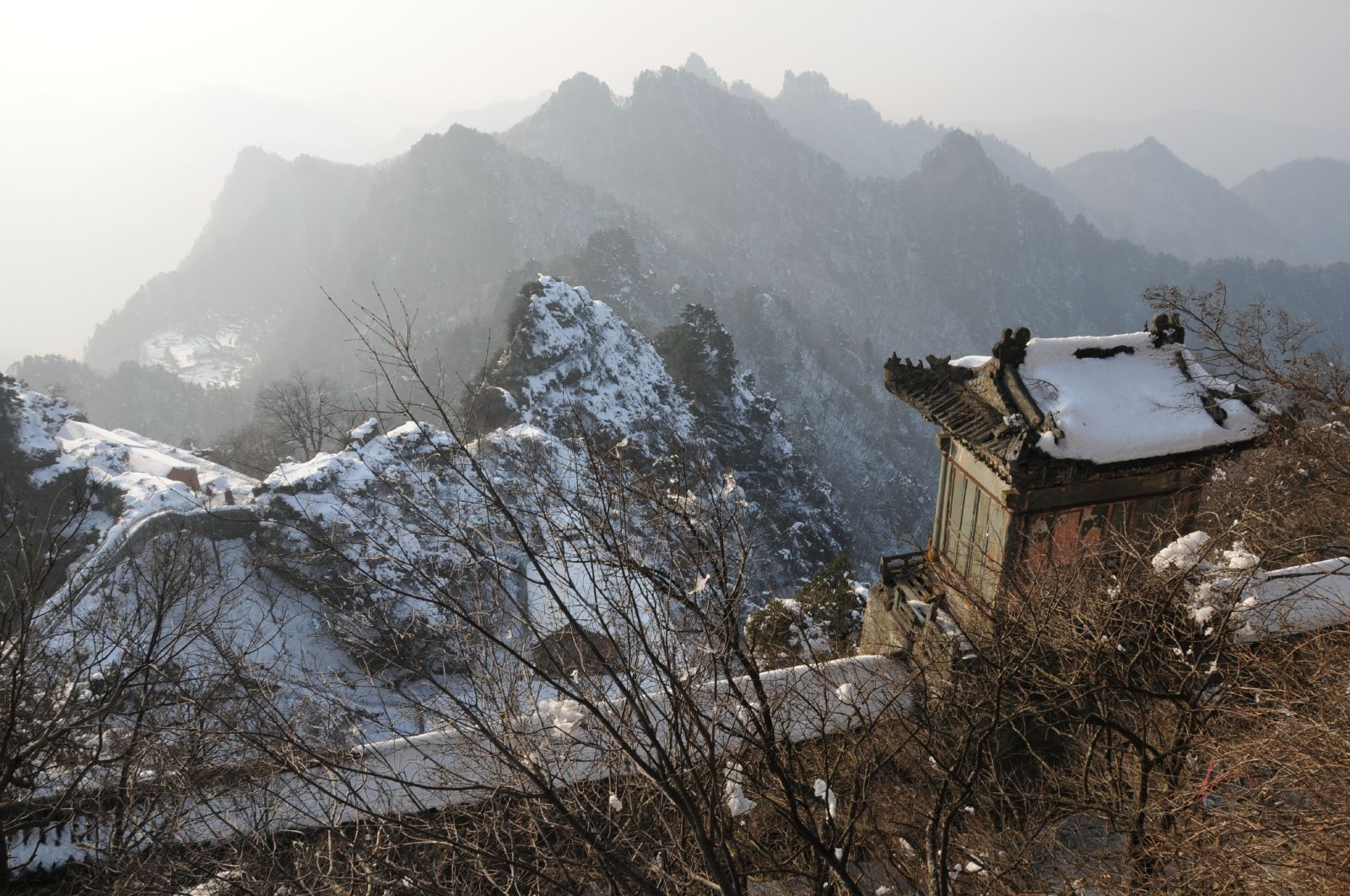
Góry Wudang

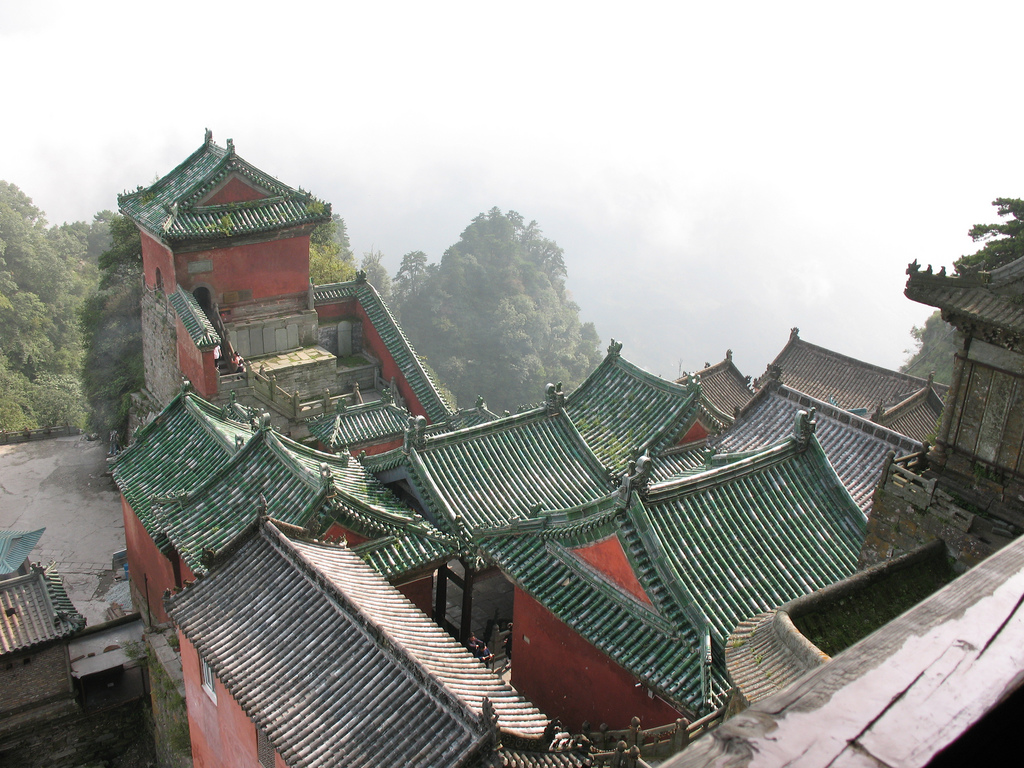
Zabytkowe budowle Wudang

Wudang Shan (chiń.: 武当山 pinyin: Wǔdāng Shān) – niewielkie pasmo górskie w chińskiej prowincji Hubei. Znajdujący się w tych górach taoistyczny średniowieczny zespół świątyń i klasztorów został wpisany w 1994 roku na listę światowego dziedzictwa UNESCO, pomimo zniszczeń w czasie rewolucji kulturalnej. Zespół ten stanowił przez wieki ważny ośrodek m.in. sztuk walki, konkurujący z Shaolinem. Tradycje te są kultywowane również obecnie.